# José María Mathé Aragua
José María Mathé Aragua (Sant Sebastià, 1800 - ibídem, 1875) va ser un enginyer militar espanyol, autor del projecte de xarxa telegràfica espanyola.
En la seva joventut va ingressar al Cos d'Enginyers de l'Armada. El 1845, quan era membre del Cuerpo del Estado Mayor va ser elegit per aixecar la Carta general d'Espanya, i el mateix any va ser aprovat el seu projecte de línia de telegrafia òptica. El projecte preveia la construcció de múltiples línies telegràfiques, de les quals finalment només es van construir les línies següents:
- Madrid-València-Barcelona-La Jonquera
- Madrid-Toledo-Ciudad Real-Còrdova-Sevilla-Cadis
- Madrid-Valladolid-Burgos-Vitòria-Sant Sebastià-Irun